# Seattle
Seattle (kiejtéseⓘ: siˈætəl) az USA Washington államának legnagyobb városa, egyben King megye székhelye. A 2020. népszámlálási adatok alapján 737 015 lakosa van. A város a Seattle-i főegyházmegye érseki székvárosa.
A várost az 1850-es években alapították, nevét a környék legendás indián vezéréről, Seattle törzsfőnökről (Noah Sealth, Si’ahl) kapta.
A 2022-as becsléskor lakosainak száma közel 749 256, míg az agglomerációjában mintegy 4,0 millió ember élt. Seattle a régió gazdasági és kulturális központja. Jelenlegi, hivatalos beceneve, az „The Emerald City” („A Smaragdváros”), egy civil szervezet által az 1980-as években erre kiírt pályázat győztes koncepciója, mely a korábbi, nem hivatalos „Jet City” (Repülőgépváros) – mely az itteni székhelyű Boeing repülőgépgyár miatt ragadt rá – becenevet váltotta fel. Seattle lakóit angolul Seattleites-nek nevezik.
A város a grunge és a garage rock zenei stílusok szülőhelye, a Starbucks – a világ legnagyobb kávézólánca – jelenlegi, illetve a Boeing repülőgépgyár korábbi (1916-2001) székhelye. 1999-ben Seattleben ülésezett a WTO, mely ellen azóta is minden idők egyik legnagyobb méretű, legtöbb embert megmozgató és legerőszakosabb anti-globalizációs tüntetése zajlott le.
A 2005-ös statisztikák alapján Seattle az Egyesült Államok legképzettebb és legirodalmibb városa.

## Története

### Megalapítása
Régészeti feltárások alapján a térség már négyezer éve lakott. Amikor az első telepesek megérkeztek, az Elliott-öbölben a duwamish indiánok már tizenhét települést alapítottak, melyeket összefoglaló néven dᶻidᶻəlal̓ič kifejezéssel említenek.
Az első európai az 1792 májusában megérkező George Vancouver felfedező volt. 1851. szeptember 14-én Luther Collins és csapata a Duwamish folyó torkolatánál létrehoztak egy települést. Arthur A. Denny csoportjának néhány tagja 1851. szeptember 28-án az Alki-félszigeten telepedett le, a csapat többi tagja pedig később hajón érkezett Portland felől.

### Duwamps
A nehéz telet követően Denny csapata költözni kényszerült; új településük a Duwamps nevet kapta. Charles Terry és John Low korábbi lakóhelyükön maradtak, melyet először New Yorknak, 1853 áprilisától pedig New York Alkinak neveztek. Az elnevezés egy chinook kifejezésből ered, melynek jelentése „valamikor”.
A következő néhány évben a két helység központi szerepért küzdött, azonban New York Alki lakosai végül Duwampsbe költöztek.
A Seattle nevet David Swinson Maynard, Duwamps egyik alapítója javasolta; a névadó Seattle törzsfőnök (hagyományosan Si’ahl, lushootseed nyelven siʔaɫ).

### Városi rang
A Seattle név a territóriumi törvényhozás dokumentumain először 1853-ban jelent meg. A kuratóriumi vezetésű Seattle 1865. január 14-én kapott először városi rangot, azonban ezt 1867. január 18-án elvesztette; másodszor 1869. december 2-án kapta meg, ekkor már hagyományos önkormányzati vezetéssel. A város pecsétjén az 1869-es év és Seattle törzsfőnök portréja látható.

### Faipar
Seattle történetében a gazdasági fellendülés és hanyatlás többször is váltotta egymást, azonban ezeket az időszakokat általában az infrastruktúra helyreállítására használták.
Az első fellendülés a faiparnak köszönhető. A Yesler Wayt ekkor „csúszós útként” is ismerték, mivel azon keresztül szállították a nyersanyagot Henry Yesler alacsonyabban fekvő feldolgozójába. A hanyatlást követően a régiót „lecsúszott területként” említették. A térség többi városához hasonlóan itt is számos nézeteltérés volt a munkaadók és munkavállalók között. 1885-ben és 1886-ban a munkanélküli fehérek a kínaiak ellen tüntettek (1900-ban az ázsiaiak aránya 4,2% volt). A hatóságok szükségállapotot hirdettek, és a városba szövetségi rendfenntartók érkeztek.
1889-ben a központi kereskedelmi negyed leégett, azonban helyén új városközpont létesült (a Washington Mutual pénzügyi céget közvetlenül a tűz után alapították). Az 1893-as válság a város életében újabb visszaesést okozott.

### Aranyláz és az első világháború

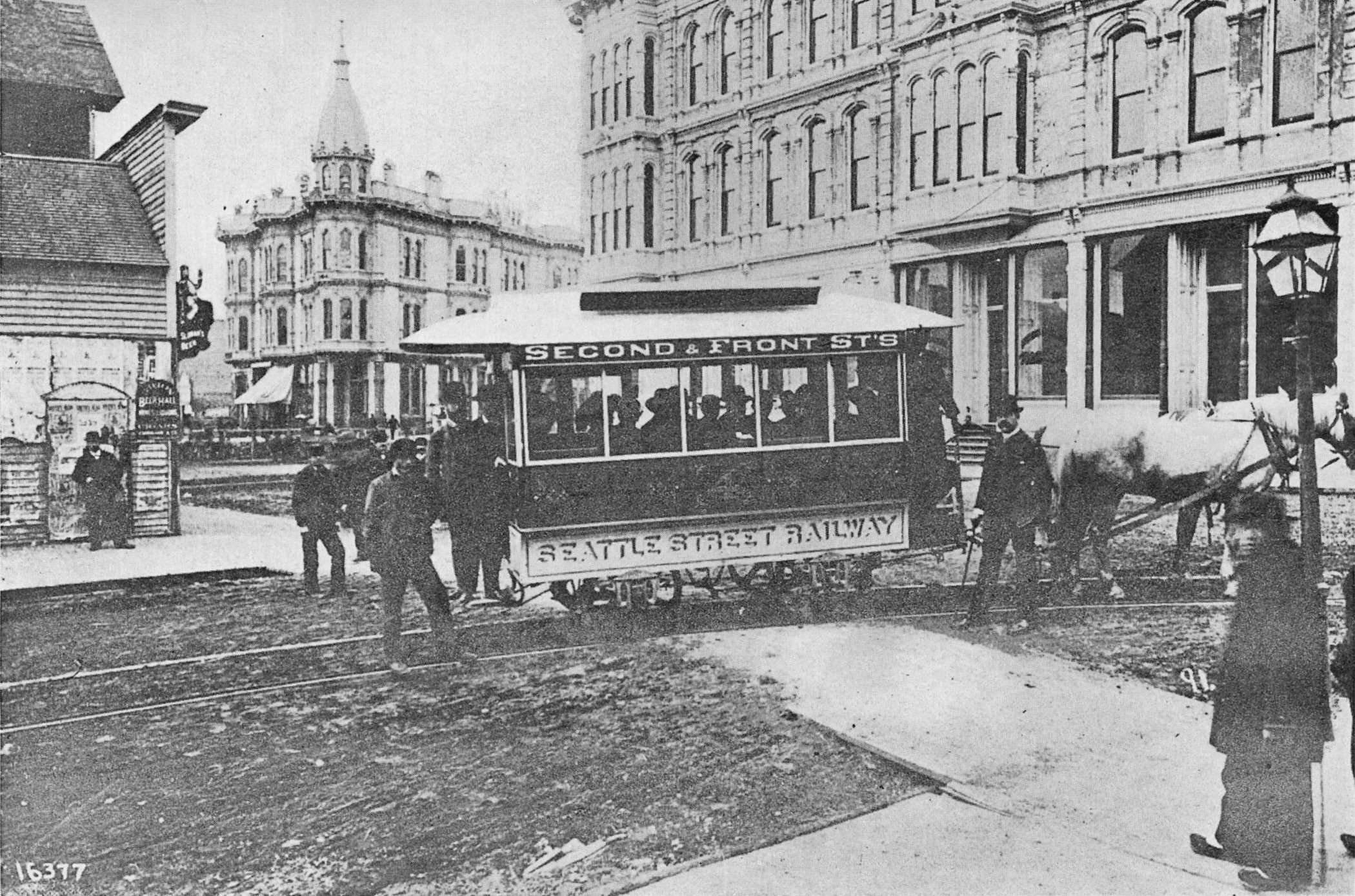
Seattle első villamosa 1884-ben

A második, egyben legjelentősebb fellendülést az 1893-as válságnak véget vető klondike-i aranyláz okozta, melynek következtében Seattle fontos közlekedési csomóponttá vált. 1897. július 14-én az S. S. Portland „tonnányi arannyal” kikötött a városban, ami az alaszkai és yukoni bányászok elsődleges ellátóhelye lett, és Everett, Tacoma, Port Townsend, Bremerton, illetve Olympia városokkal versengett. 1907-ben James E. Casey egy barátjától kölcsönvett száz dollárból megalapította az American Messenger Companyt (ma UPS). A Nordstrom és Eddie Bauer vállalatok szintén ekkor alakultak. A seattle-i utcák és parkok megtervezésével az Olmsted Testvéreket bízták meg.
A Washingtoni Egyetem kampusza az 1909-es csendes-óceáni expedíció során alakult ki.
Az első világháború során a hajóépítés meghatározó iparággá vált. 1919-ben volt az ország első nagyobb sztrájkja. A Virgil Bogue által 1912-ben megalkotott rendezési tervet végül nem használták fel. A gazdaság az 1920-as évekig virágzott, azonban a nagy gazdasági világválság súlyos károkat okozott. Az 1934-es sztrájk során alkalmazott erőszakot követően a hajóforgalmat Los Angelesbe irányították. A válság során a kisebbségekkel – főleg az ázsiaiakkal – szembeni rasszizmus alakult ki, valamint állampolgárság hiányában munkanélküli segélyt sem kaphattak.
Seattle volt az egyik legnagyobb város, amely részt vehetett a szövetségi segélyprogramokban, melyek során közúti és vasúti infrastruktúrát, iskolákat, levéltárakat és más intézményeket is építettek. A munkanélküliség továbbra is magas volt, a keleti farmok pedig Oregon közelsége miatt hanyatlani kezdtek.
A válság alatt kialakult Hooverville-ben hajléktalan férfiak éltek néhány gyermekkel. A szövetségi programok során a telepet felszámolták, területét pedig Seattle-höz csatolták.
Az Eleanor Roosevelt It’s Up to the Women című könyvének köszönhetően kialakult női mozgalom a Working Woman és The Woman Today publikációkkal kívánta felhívni a figyelmet az egyenjogúságra.
A gazdasági világválság alatt a Washingtoni Egyetem fejlődésnek indult, mialatt az állami intézmények költségvetése és hallgatói száma csökkent. Ugyan Worth McClure felügyelő igyekezett az iskolákat segíteni, azoknak továbbra is nehézséget okozott a bérek kifizetése és a karbantartás finanszírozása.
Alexander Pantages 1902-től kezdve több mozit is alapított, melyek vaudeville- és némafilmeket játszottak. Az intézmények építésze a skót származású B. Marcus Priteca volt. Tevékenységének köszönhetően Pantages hamarosan iparmágnássá vált. Neki és riválisának, John Considine-nek köszönhetően Seattle a „vaudevulle Mekkája” volt.

### A háború után

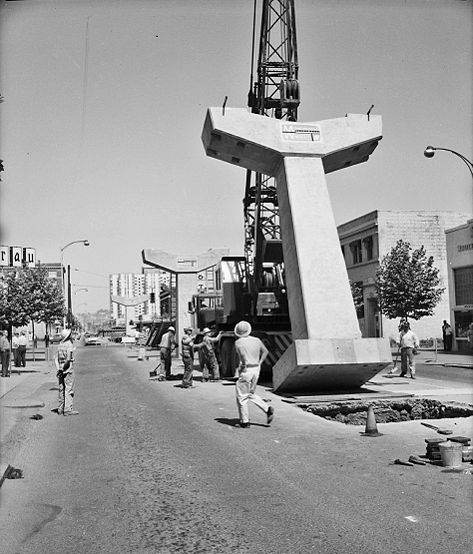
Az egysínű vasút építése

A második világháborúban a japánokat internálták, így a gazdaság újra hanyatlott, azonban a háború után a Boeing megjelenésével újra fellendült. Seattle elnyerte az 1962-es világvásár rendezési jogát; a Space Needle ennek keretében épült fel. Az 1960-as évek végén és az 1970-es évek elején az olajválság és a Boeing 747-tel kapcsolatos problémák miatt a Boeing helyzete romlani kezdett. Ekkor sokan más városokban vállaltak munkát, két ingatlanügynök pedig „Az utolsó, Seattle-t elhagyó kapcsolja le a villanyt” feliratot helyezett el.
2001-ben a Boeing szétválasztotta a menedzsmentet és a gyártást, székhelyét pedig Chicagóba helyezte át. A két gyáregység Rentonban és Everettben maradt.
1983-ban a kínai negyedben fekvő Wah Mee kártyateremben 13 embert gyilkoltak meg. 1979-ben a Microsoft székhelyét a közeli Bellevue-ba költöztette, melyet több hasonló vállalat követett. 1990 és 2000 között Seattle népessége közel ötvenezer fővel nőtt, a lakásárak pedig az országban itt lettek a legmagasabbak. A Frasier – A dumagép komédia és az A szerelem hullámhosszán film további ismertséget hozott. A dotkomlufi részeként az internetes iparág 2001 elejéig jelentősen növekedett.
Seattle volt az 1990-es jóakarat játékok, valamint az APEC 1993-as kongresszusának otthona, továbbá a nemzetközileg is népszerű grunge is további ismertséget hozott. Az 1999-es WTO-konferencia miatti tüntetés és az azzal szembeni rendőri fellépés negatív visszhangot okozott. A Mardi Grass miatti 2001. február 27-ei tüntetésen hetvenen megsérültek és százezer dolláros anyagi kár keletkezett, másnap pedig egy 6,8-as erősségű földrengés rázta meg a várost.
A 2008-as válság végén az Amazon.com székhelyét másik városrészbe költöztette, melynek köszönhetően 2017-ben közel tízezer lakás épült. 2010 és 2015 között a lakosság évente közel 15 000 fővel emelkedett; a legnagyobb növekedés a város központjában volt. A munkanélküliség 9-ről 3,6 százalékra csökkent. Több mint 45 ezer háztartás költötte bevételének felét lakhatásra, 2800-an pedig hajléktalanok voltak. A csúcsidei forgalmi dugókat tekintve Seattle az országban a hatodik helyen állt.

## Földrajza

### Domborzat

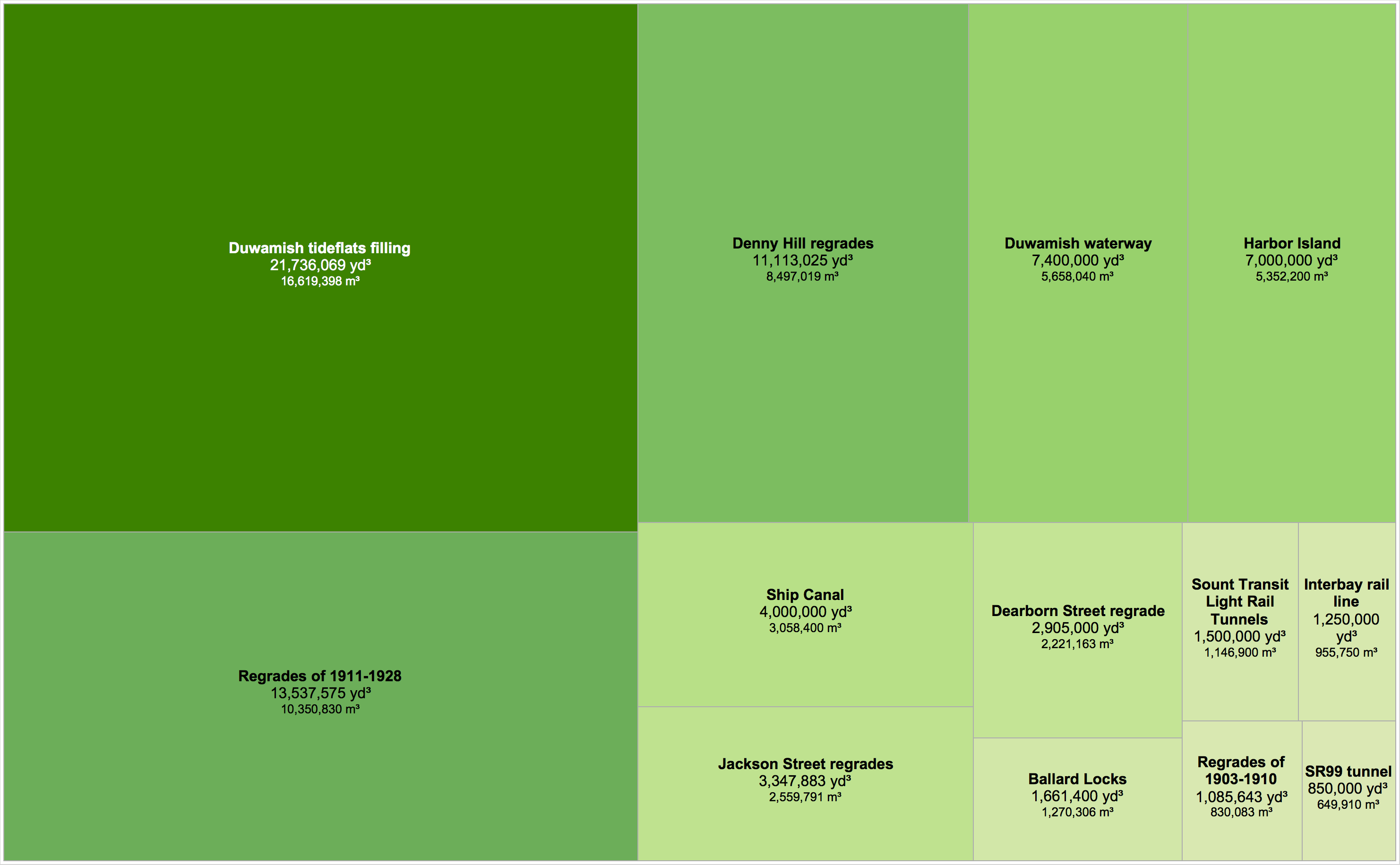
Domborzati viszonyok változása az emberi tevékenység következtében

Seattle a Puget Sound és a Washington-tó között fekszik; kikötője az Elliott-öbölben található.
Az erdők, mezők és vizek egykor el tudták látni a vadászó-gyűjtögető életmódot folytatókat. Ma a régióban népszerűek a szabadtéri sportok.
Rómához hasonlóan Seattle is hét dombra épült; ezek a Capitol Hill, First Hill, West Seattle, Beacon Hill, Queen Anne, Magnolia és az egykori Denny Hill. A magasabban fekvő belvárosban egy gerinc alakult ki; az itt végzett emberi tevékenység, a védőgát építése és a mesterséges Harbor-sziget megvalósítása átalakította a környék kinézetét.
A Cirkumpacifikus-hegységrendszerben való elhelyezkedése miatt Seattle-ben nagy a földrengések kockázata. Nagyobb földmozgások többször is történtek, például 2001. február 28-án; a 6,8-as erejű földrengésben egy ember meghalt és a belváros jelentős károkat szenvedett. A legerősebb földmozgás 1700. január 26-án volt, ezt kilences erősségűre becsülték. Ugyan a város két törésvonalon fekszik, ezek miatt eddig nem volt probléma. A Cascadia-törésvonal akár 9 feletti erősségű rengést is okozhatna, főleg a tömedékre épült városrészekben.

### Éghajlata

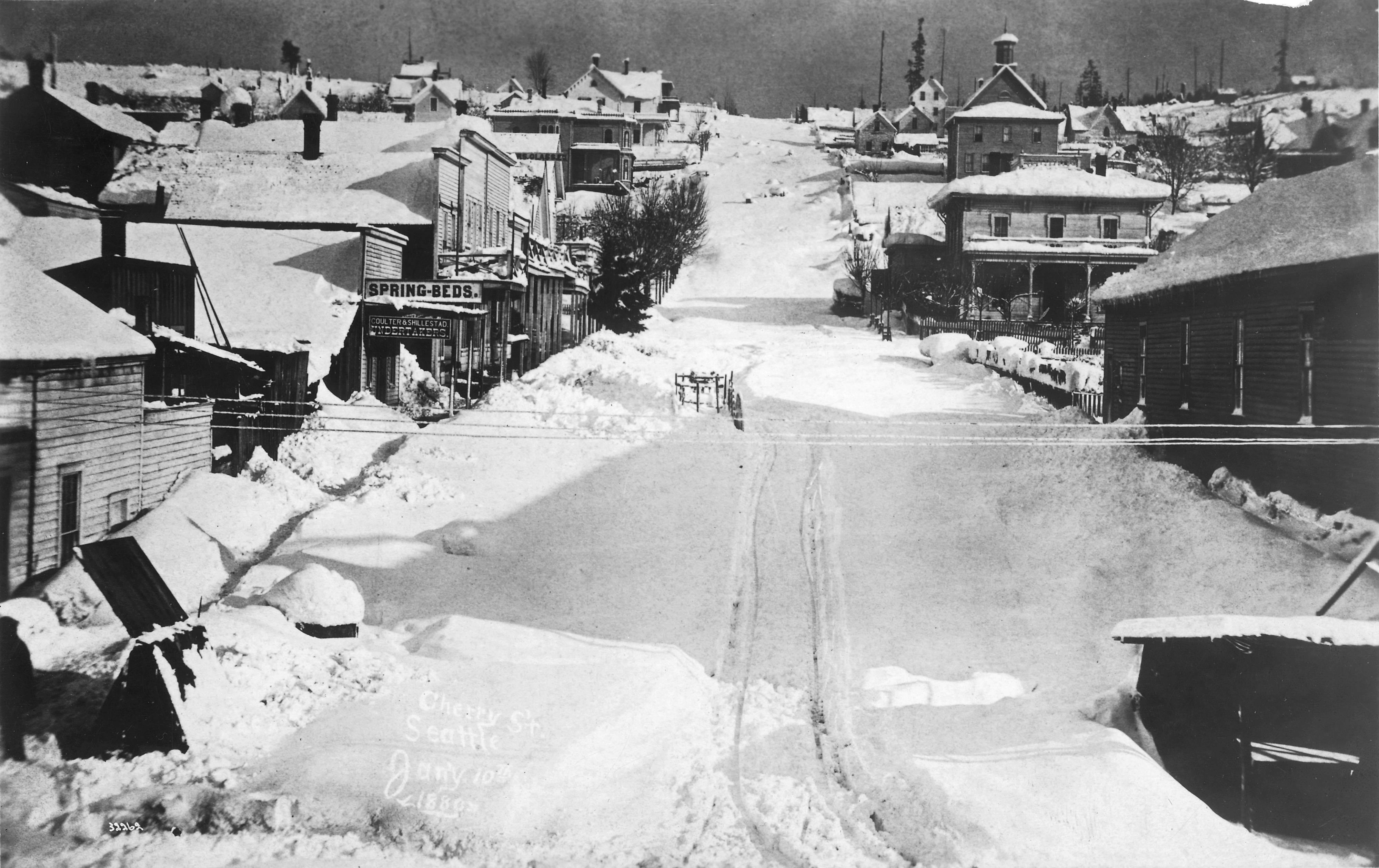
A Cherry Street az 1880 januári havazást követően

A város éghajlata elsődlegesen mediterrán (a Köppen-skála szerint Csb), de más források szerint óceáni (a Köppen-skála szerint Cfb). Az éghajlatra néha „módosult mediterránként” utalnak, mivel telei hűvösebbek és csapadékosabbak, azonban a nyarak szárazak (ami hatással van a növényzetre). A város a 8b, míg egyes part menti részek a 9a klímazónában fekszenek.
A környékbeli vizek miatt ritkák a hőhullámok és a –9 °C alatti hőmérsékletek. A Csendes-óceán közelsége miatt Seattle az USA legfelhősebb és legcsapadékosabb városa. Évente  átlagosan 150 olyan nap van amikor legalább 0,25 mm eső hull, ami több, mint a Sziklás-hegységtől keletre fekvő városokban, azonban kevesebb, mint Miamiban vagy New Yorkban. Az ég 201 napon teljesen, míg 93 napon részlegesen felhős. A 250 ezer főnél nagyobb USA-beli városok között a november–január időszakban Seattle-ben esik a legtöbb eső, azonban június és szeptember között kifejezetten kevés csapadék hull. A viharok ritkák, évente mindössze hét nap fordulnak elő.
A melegebb hőmérsékleteket a Cascade-hegység, míg a hűvösebbeket a Brit Columbiai Fraser-völgy hatása okozza.
A leghidegebb hónap a december, ekkor az átlaghőmérséklet 4,8 °C; ebben a hónapban 28 nap esik fagypont alá a hőmérséklet, kettő napon pedig egész nap alatta marad (-7 °C alatti hőmérséklet nem jellemző). A nyarak naposak, szárazak és melegek; augusztusban a napi átlaghőmérséklet 24,5 °C, 3,1 napon pedig a hőmérséklet eléri a 32 °C-ot. 2015-ben a hőmérséklet 13 napon is elérte a 32 °C-ot. A melegrekord (39 °C) 2009. július 29-én, míg a hidegrekord (-18 °C) 1950. január 31-én dőlt meg. A legalacsonyabb napi maximumot (-9 °C) 1950. január 14-én, míg a legmagasabb napi minimumot (22 °C) a melegrekord megdőlésének napján, 2009. július 29-én mérték. Fagypont alatti hőmérséklet általában november 16-a és március 10-e között fordul elő.
Hó általában minden évben hull, azonban az erős havazás ritka. 1990 februárja óta mindössze három napon fordult elő, hogy a napi hómennyiség a 15 centimétert meghaladta; a nemzetközi repülőtéren 2012. január 18-án 17,3 centimétert mértek. Az eddigi legtöbb hó (57,2 cm) 1950 januárjában esett.
A Puget Sound-i konvergenciazónában az északi és déli levegő találkozása viharokat okozhat, azonban ezek Seattle-t kevésbé érintik. 2006. december 14–15-én 111 kilométer per órás széllökések is előfordultak, azonban ezeket nem a konvekció okozta.
Az El Niño jelenségét követő nyáron a vízellátásban problémák léphetnek fel.
| Hónap                                                             | Jan.  | Feb.  | Már.  | Ápr. | Máj. | Jún. | Júl. | Aug. | Szep. | Okt. | Nov.  | Dec.  | Év    |
| ----------------------------------------------------------------- | ----- | ----- | ----- | ---- | ---- | ---- | ---- | ---- | ----- | ---- | ----- | ----- | ----- |
| Rekord max. hőmérséklet (°C)                                      | 19,0  | 21,0  | 26,0  | 32,0 | 34,0 | 37,0 | 39,0 | 37,0 | 37,0  | 32,0 | 23,0  | 19,0  | 39,0  |
| Átlagos max. hőmérséklet (°C)                                     | 8,4   | 9,9   | 12,1  | 14,7 | 18,2 | 21,1 | 24,3 | 24,6 | 21,4  | 15,4 | 10,5  | 7,6   | 15,7  |
| Átlaghőmérséklet (°C)                                             | 5,6   | 6,3   | 8,1   | 10,2 | 13,3 | 16,1 | 18,7 | 18,9 | 16,3  | 11,6 | 7,4   | 4,8   | 11,5  |
| Átlagos min. hőmérséklet (°C)                                     | 2,7   | 2,7   | 4,1   | 5,7  | 8,5  | 11,1 | 13,1 | 13,3 | 11,2  | 7,7  | 4,4   | 2,0   | 7,2   |
| Rekord min. hőmérséklet (°C)                                      | −18,0 | −17,0 | −12,0 | −2,0 | −2,0 | 3,0  | 6,0  | 7,0  | 2,0   | −2,0 | −14,0 | −14,0 | −18,0 |
| Átl. csapadékmennyiség (mm)                                       | 141   | 89    | 94    | 69   | 49   | 40   | 18   | 22   | 38    | 88   | 167   | 136   | 951   |
| Átl. páratartalom (%)                                             | 78    | 75    | 74    | 71   | 69   | 67   | 65   | 68   | 73    | 79   | 80    | 80    | 73    |
| Havi napsütéses órák száma                                        | 70    | 109   | 178   | 207  | 254  | 268  | 312  | 281  | 222   | 143  | 73    | 53    | 2170  |
| Napi napsütéses órák száma                                        | 2     | 4     | 6     | 7    | 8    | 9    | 10   | 9    | 7     | 5    | 2     | 2     | 6     |
| Forrás: Nemzeti Óceán- és Légkörkutatási Hivatal és Weather Atlas |       |       |       |      |      |      |      |      |       |      |       |       |       |

## Népesség
| Származás           | 2020  | 2010  | 1990  | 1970  | 1940  |
| ------------------- | ----- | ----- | ----- | ----- | ----- |
| Fehér               | 61,3% | 69,5% | 75,3% | 87,4% | 96,1% |
| -ebből nem spanyol  | 59,5% | 66,3% | 73,7% | 85,3% | 96,1% |
| Afroamerikai        | 7%    | 7,9%  | 10,1% | 7,1%  | 1%    |
| Spanyol vagy latino | 8,2%  | 6,6%  | 3,6%  | 2%    | –     |
| Ázsiai              | 17,1% | 13,8% | 11,8% | 4,2%  | 2,8%  |
| Egyéb               | 3,2%  | 2,4%  | –     | –     | –     |
| Kettő vagy több     | 10,5% | 5,1%  | –     | –     | –     |

A 2012–2016 közötti felmérés alapján a lakosok 65,7%-a fehér, 14,1%-a ázsiai, 7%-a afroamerikai, 6,6%-a spanyol vagy latino, 0,9%-a csendes-óceáni bennszülött, 0,4%-a indián, 0,2%-a egyéb származású, 5,6%-a pedig kettő vagy több etnikumhoz tartozik.
A seattle-iek között magas a fehérek aránya, azonban fokozatosan csökken. 1960-ban még a lakosság 91,6%-a volt fehér, míg 2010-ben már csak 69,5%. A 2006–2008-as felmérés szerint az öt éven felüliek 78,9%-a nem beszélt idegen nyelveket. A nem indoeurópai ázsiai nyelveket beszélők aránya 10,2%, a spanyolt beszélőké 4,5%, a más indoeurópai nyelvekét beszélőké 3,9%, míg egyéb nyelveket a lakosság 2,5%-a beszélt.
1990 és 2000 között a bevándorlók aránya negyven százalékkal nőtt. A Kuangtungból származó kínaiak mellett több mint 55 ezer vietnámi és több mint 30 ezer szomáliai is él itt. A Seattle–Tacoma régióban 19 ezer kambodzsai és 15 ezer szamoai származású él. A 2000-es népszámláláskor itt volt a legmagasabb a magukat több etnikumhoz tartozónak vallók aránya. A HistoryLink.org 2012-es publikációja szerint a lakosok származását tekintve Columbia City Seattle legváltozatosabb városrésze.
A Pew Research Center 2014-es felmérése szerint a lakosok 52%-a keresztény (34% protestáns, 15% pedig római katolikus), 37%-nak nincs vallása, 2% hindu, 2% buddhista, 1% zsidó, 1% muszlim, a többi lakó pedig egyéb valláshoz tartozónak mondja magát. A felmérés szerint 6% agnosztikus, 10% pedig ateista.
2018-ban a háztartások medián bevétele 93 481 dollár, a családoké pedig 130 656 dollár volt. A teljes népesség 11, míg a családok 6,6 százaléka élt létminimum alatt; 11,4%-uk 18 év alatti, 10,9%-uk pedig 65 év feletti.
King megyében nyolcezer hajléktalan él, többségük seattle-i. 2005 szeptemberben a megye tíz éves tervet fogadott el, melynek fő célkitűzése az otthontalanok hajléktalanszállóról állandó lakhelyre költöztetése volt.
1990 és 2006 között a népesség évi négyezer fővel emelkedett; a tervezők 2040-re 250 ezres növekedéssel számoltak. Greg Nickels korábbi polgármester ezzel szemben 60%-os, azaz 350 000 fős növekedést kívánt elérni a korábbi egy telek-egy család politika megtartásával. A belvárosban a népsűrűség növelésének érdekében enyhítettek az épületek magasságkorlátozásán; 2009-re a városrész népessége hatvanezer főre emelkedett, ez 77%-os növekedés 1990-hez képest.
Seattle-ben magas az egyedül élők aránya: egy 2004-es felmérés szerint a százezer főnél nagyobb városok között 40,8%-os aránnyal ötödik helyen áll.
A városban jelentős az LMBT-közösség, melynek központja Capitol Hill városrész. Egy 2006-os tanulmányban a lakosok 12,9%-a vallotta magát homoszexuálisnak, leszbikusnak vagy biszexuálisnak, ez San Franciscót követve a második legmagasabb. Nagy-Seattle vonzáskörzetében ez a szám 6,5 százalék. A Népszámlálási Hivatal 2012-es felmérése szerint az azonos neműekből álló háztartások aránya 2,6%.

## Gazdaság

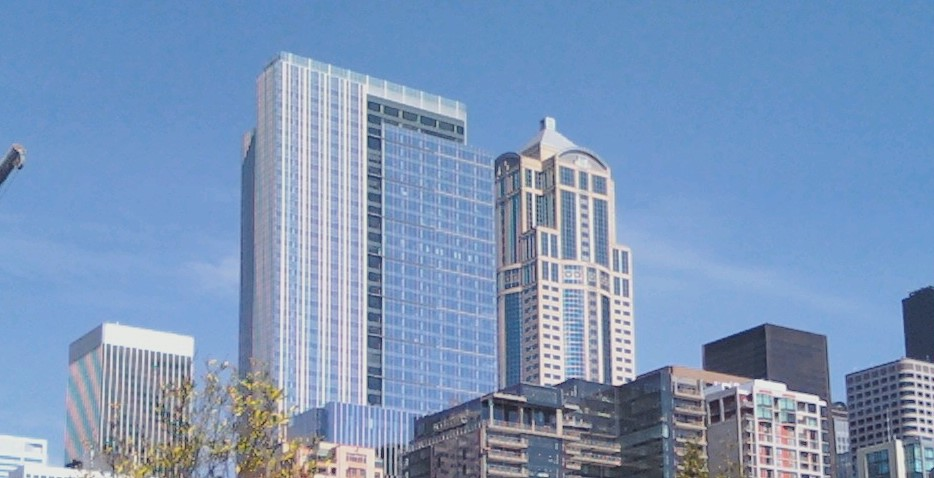
WaMu Center

Seattle gazdasága az iparon és az internetes technológiákon alapul. A bruttó városi össztermék 2010-ben 231 milliárd dollár volt, ez az USA 11. legnagyobbika. A Seattle–Tacoma nemzetközi repülőteret is üzemeltető kikötő az Ázsiába és Alaszkába irányuló teherforgalom fontos csomópontja; a létesítmény kapacitását tekintve az Egyesült Államok nyolcadik legnagyobb kikötője. A Northwest Seaport Alliance a seattle-i és tacomai kikötők közös logisztikájáért felelős szerv. Habár érintette a 2008-as válság, Seattle gazdasága erős maradt. A városban sok startup működik, többségük a zöld energiák területén. 2010 februárjában az önkormányzat bejelentette, hogy 2030-ra a város klímasemlegessé válik.
A legnagyobb vállalatok az Amazon.com webáruház, a Starbucks kávézólánc, a Nordstrom plázalánc, a Weyerhauser erdőipari vállalat, valamint az Expeditors International teherfuvarozó. A városban jelentős a kávéfogyasztás; a legnagyobb kávézóláncok a Starbucks, a Seattle’s Best Coffee és a Tully’s, emellett sok kisebb kávézó is működik.
Chicagóba költözése előtt a Boeing székhelye is Seattle volt; gyáregységei ma is Rentonban, illetve Everettben működnek. 2006-ban Greg Nickels polgármester bejelentette, hogy biotechnológiai cégeket szeretne a városba hívni, ezért Paul Allen Vulcan Inc. vállalata South Lake Union városrész fejlesztésébe kezdett. Nickelst és az önkormányzatot többen is azzal vádolták, hogy az adófizetők pénzét Paul Allen vagyonának növelésére használja. A Forbes szerint 2005-ben a keresetekhez viszonyítva Seattle volt a legdrágább város.
Az Alaska Airlines székhelye SeaTacben, a nemzetközi repülőtér mellett van.
A Washington Global Health Alliance 2015-ös adatai alapján az államban 168, a világ egészségügyi feltételeinek javításáért dolgozó szervezet működik; többnek Seattle-ben van a székhelye.
A településen található a BNSF Railway egyik rendezőpályaudvara.

## Közigazgatás

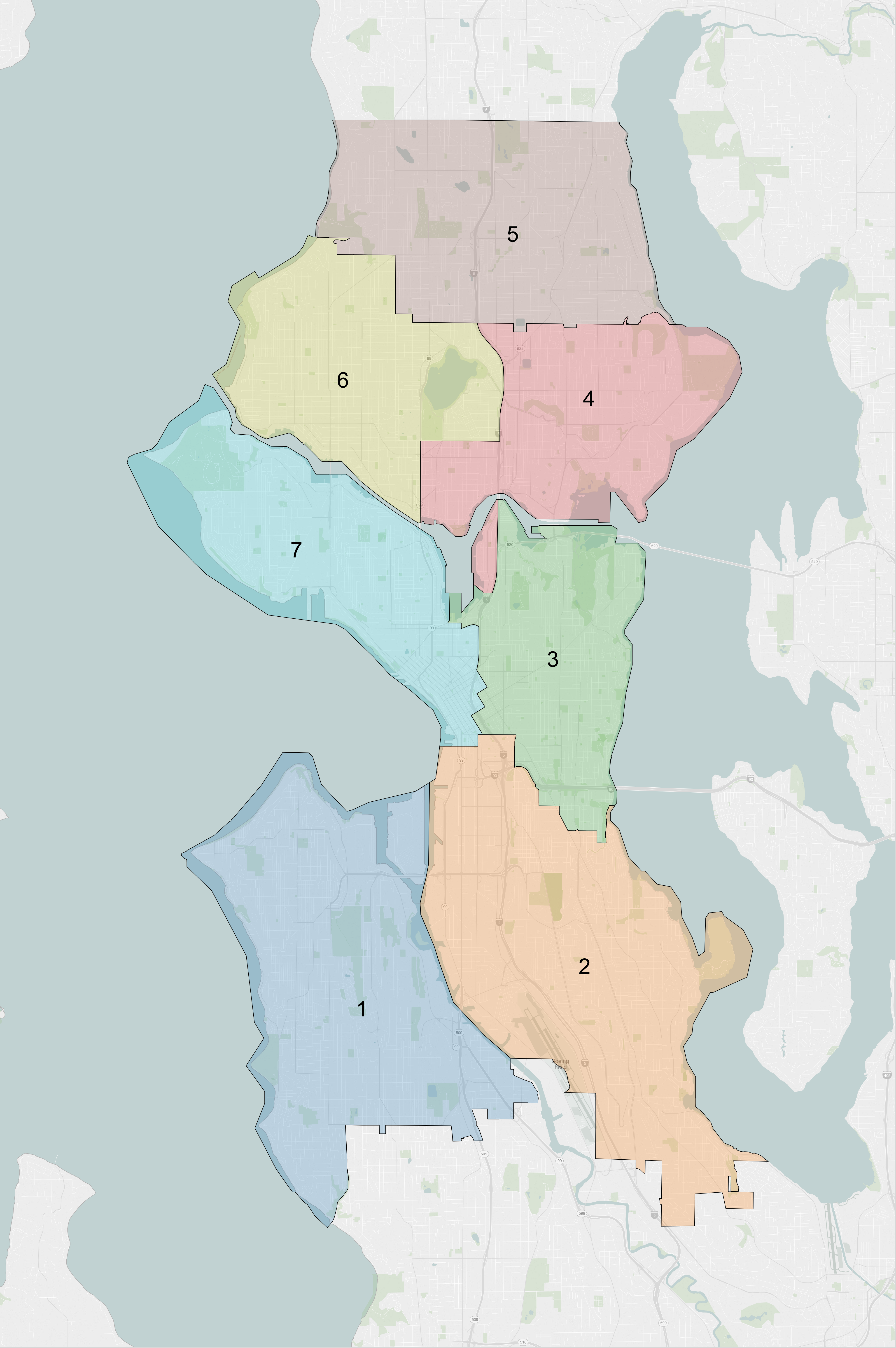
Választókerületi térkép

A város képviselőtestülete kilenc tagból áll. 1911 és 2013 között nem léteztek választókerületek, azonban a 2015. november 5-ei szavazást követően hibrid rendszert vezettek be, amelyben a kilenc tagból hetet saját választókerületéből választanak meg. A képviselők mellett városügyészt és bírókat választanak. A települési tisztviselők hivatalosan pártfüggetlenek, viszont többségük a Demokrata Párthoz kötődik.
A város politikai kultúrája liberális és progresszív. A lakosok több mint 80%-a a Demokrata Pártra szavaz. 2012-ben minden választókerületben Barack Obama győzött. Az állami és kongresszusi törvényhozásban minden helyet demokrata képviselők nyertek el.
1926-ban Bertha Knight Landes lett az USA első női polgármestere. A város Ed Murray személyében homoszexualitását nyíltan vállaló polgármestert választott, Kshama Sawant képviselő pedig a marxista Szocialista Alternatíva tagja. 1991-ben Sherry Harris lett az első fekete bőrű leszbikus nő, akit az Egyesült Államokban képviselőnek választottak. A képviselőtestület tagjainak többsége nő.
A város két kongresszusi körzetbe tartozik: többsége a demokrata Pramila Jayapal, az első amerikai indián kongresszusi tag által képviselt 7., kisebbik része pedig a szintén demokrata Adam Smith által képviselt 9. körzetben fekszik.
Seattle az Amerikai Egyesült Államok egyik leginkább szociálliberalista városa. A 2012-es 74. számú referendumon a lakosok megszavazták az azonos neműek házasságának és a marihuána nem orvosi célú felhasználásának engedélyezését is. A régió többi részéhez hasonlóan itt is alacsony a hívők száma és a vallások politikai jelentősége.
2012 júliusában betiltották a műanyag zacskókat. 2014 júliusában elfogadták azt a javaslatot, amely a minimum órabért tizenöt dollárra, az országban a legmagasabbra emelné.
2014. október 6-án a Kolumbusz Kristóf tevékenységét övező kritikák miatt a Kolumbusz-napot az indiánok napjára módosították.
A fiatalkorú fiúk elleni erőszak vádjai miatt Ed Murray 2017. május 9-én bejelentette, hogy nem indul újra a polgármesteri székért. Miután 2017. szeptember 12-én a The Seattle Times újabb vádat hozott nyilvánosságra, Murray másnapi hatállyal lemondott.
2017 júliusában a város bejelentette, hogy az államban egyedülállóan jövedelemadót vezetne be, azonban ezt King megye és a fellebbviteli bíróság is törvénytelennek találta. A legfelsőbb bíróság nem foglalkozott az üggyel, mivel szerintük az új adónem alkotmányellenes és beszedése nem garantálható.

## Kultúra

### Becenevek
1869 és 1982 között Seattle-t Királynővárosnak becézték. A Smaragdváros becenév egy 1981-es versenyről ered, melyet a település a környékbeli erdők miatt visel.Seattle-t Alaszka kapujának is nevezik az állam közelsége miatt, de időjárása miatt Esővárosnak, a Boeing jelenléte miatt pedig Repülőgépvárosnak is hívják.  A hivatalos mottók: „A virágok városa” (a parkosításra buzdítva) és „A Goodwill városa” (az 1990-es Goodwill-játékok miatt).

### Előadóművészet

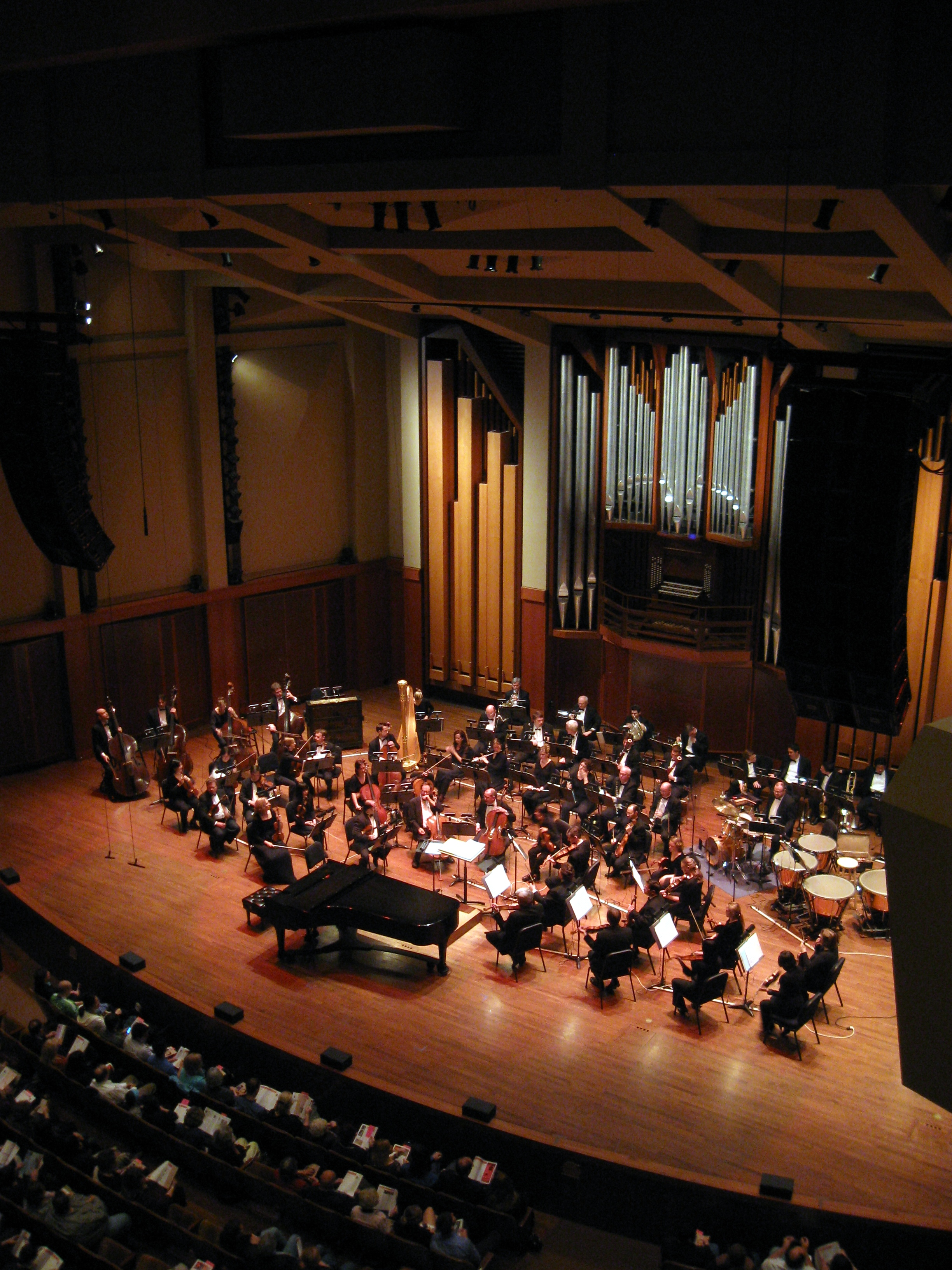
A szimfonikus zenekar előadása

Seattle a régió előadóművészeti központja. A Benaroya Hallban fellépő szimfonikus zenekar számos díjat nyert. A Seattle Opera elsődlegesen Richard Wagner műveit adja elő; a Pacific Northwest Ballet az USA dobogós balettintézete. A Seattle Youth Symphony Orchestras az Egyesült Államok legnagyobb, fiataloknak szóló komolyzenei társulása. A Seattle Chamber Music Society nyáron és télen kamarazenei koncerteket szervez.
A 5th Avenue Theatre helyi és nemzetközi színészek részvételével Broadway-stílusú zenei műsorokat ad. A városban körülbelü száz színházi produkciós vállalat és két tucat színház működik;utóbbiak közül számos független társulatok otthona.  28 produkciós cég áll szerződésben a Színészek Egyenlőségéért Egyesülettel. A 900 férőhelyes, First Hill-i Romanesque Revival Town Hallban főleg felolvasásokat tartanak.
1918 és 1951 között a Jackson Street mentén közel két tucat dzsesszklub működött. Ray Charles, Quincy Jones, Robert Blackwell, Ernestie Anderson és mások karrierje is Seattle-ben kezdődött. A The Brothers Four, a The Fletwoods, a The Fabolous Wailers, a The Sonics és a The Ventures formációkat is itt alapították meg.
Seattle a grunge otthona; az 1990-es években a Nirvana, a Soundgarden, az Alice in Chains, a Pearl Jam és a Mudhoney is nemzetközi figyelmet kapott. Itt kezdődött Bill Frisell, Wayne Horvitz és Glenn Crytzer, a szaxofonos Kenny G, valamint Sir Mix-a-Lot és Macklemore rapperek, a Blue Scholars és Shabazz Places hiphopduók karrierje, valamint itt alapították a Heart, Queensrÿche, Foo Fighters, Harvey Danger, The Presidents of the United States of America, The Posies, Modest Mouse, Band of Horses, Death Cab for Cutie és Fleet Foxes rockegyütteseket. Jimi Hendrix, Duff McKagan és Nikki Sixx rockzenészek sok időt töltöttek a városban.
A Sub Pop a világ legnagyobb független zenei kiadója. Seattle hivatalos dallal is rendelkezik.
A városban népszerű a slam poetry; Buddy Wakefield, Anis Mojgani és Danny Sherrard is megnyerték a nemzeti slamversenyt, melynek 2001-ben Seattle adott otthont. Az évente kétszer megrendezett Seattle Poetry Festivalon a slam poetryben ismert nevek lépnek fel.
A hollywoodi filmeket bemutató mozik mellett független filmszínházak is működnek. A Seattle Cinerama az egyik utolsó mozi a világon, amely be tudja mutatni a három vászonra vetített Cinerama-filmeket.

## Turizmus

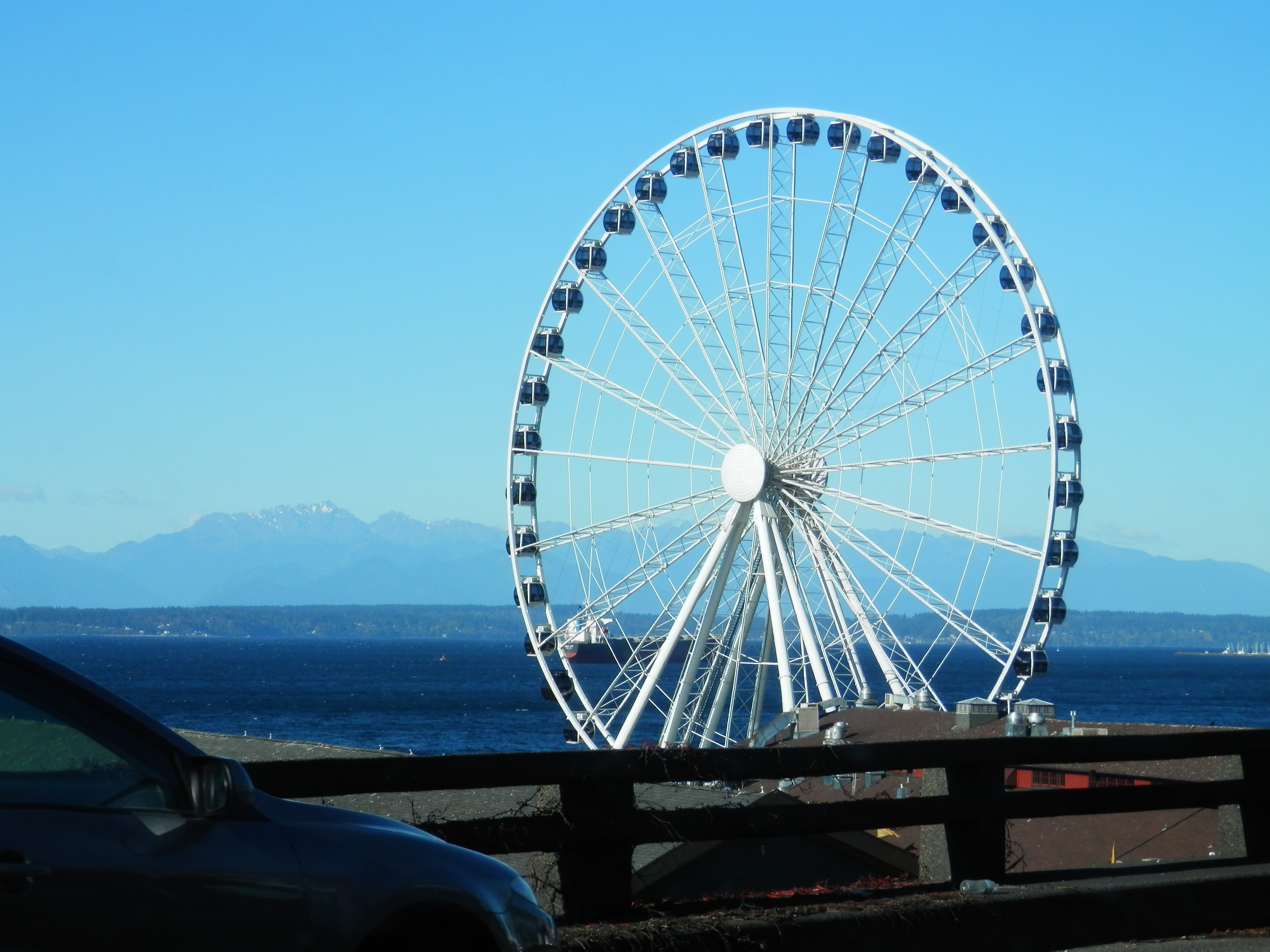
Az óriáskerék

Seattle jelentősebb eseményei közé tartoznak a 24 napos nemzetközi filmfesztivál, az emlékezés napjának hétvégéjén megrendezett Northwest Folklife, a Seattle Pride, a munka ünnepének hétvégéjén megrendezett Bumbershoot zenei esemény, a Seattle Hempfest, valamint a függetlenség napjához kapcsolódó két rendezvény, melyek évente százezer látogatót vonzanak. Jelentős események még az indiánok ünnepségei, a görögkatolikusok rendezvénye, valamint a kisebbségek fesztiváljai (többségüket a Festál keretében rendezik meg).
A The Seattle Antiquarian Book Fair, a Sakura-Con, a PAX (korábban Penny Arcade Expo), valamint a Seattle–Portland kerékpárverseny mellett tematikus filmfesztiválokat (például ázsiai vagy lengyel) is rendeznek.
Az 1927-ben megnyílt Henry Art Gallery Washington állam első művészeti galériája. A Seattle Art Museum (SAM) 1933-ban nyílt meg, jelenlegi helyére pedig 1991-ben költözött (az épületet 2006-ban felújították). A Seattle Asian Art Museum 1991-től működik. Az Olympic Sculpture Park a SAM tulajdonában áll. A Frye Art Museum First Hill városrész kiállítótere.
A városban számos történeti (például a klondike-i aranylázat bemutató, ipartörténeti és repüléstörténeti) múzeum is látogatható. Több galériát is a kiállítók üzemeltetnek; ilyen a veteránok által működtetett Soil Art Gallery.
A 2012 júniusában felállított Seattle Greet Wheel az USA egyik legnagyobb óriáskereke. A településen több közösségi helyszín is található.
A Woodland Park Zoo 1889-től magángyűjteményként üzemelt, de tíz évvel később a város megvásárolta. A Seattle Aquarium 1977-ben nyílt meg (2006-ban felújították). A Seattle Undergroundon az 1889-es tűz előtti Seattle-t lehet körbejárni.
Az 1990-es években jelentősen növekedni kezdett az óceánjárók forgalma; a hajók elsősorban Alaszka felé közlekednek. 2008-ban 886 039 utas érintette Seattle-t óceánjárón.

## Oktatás

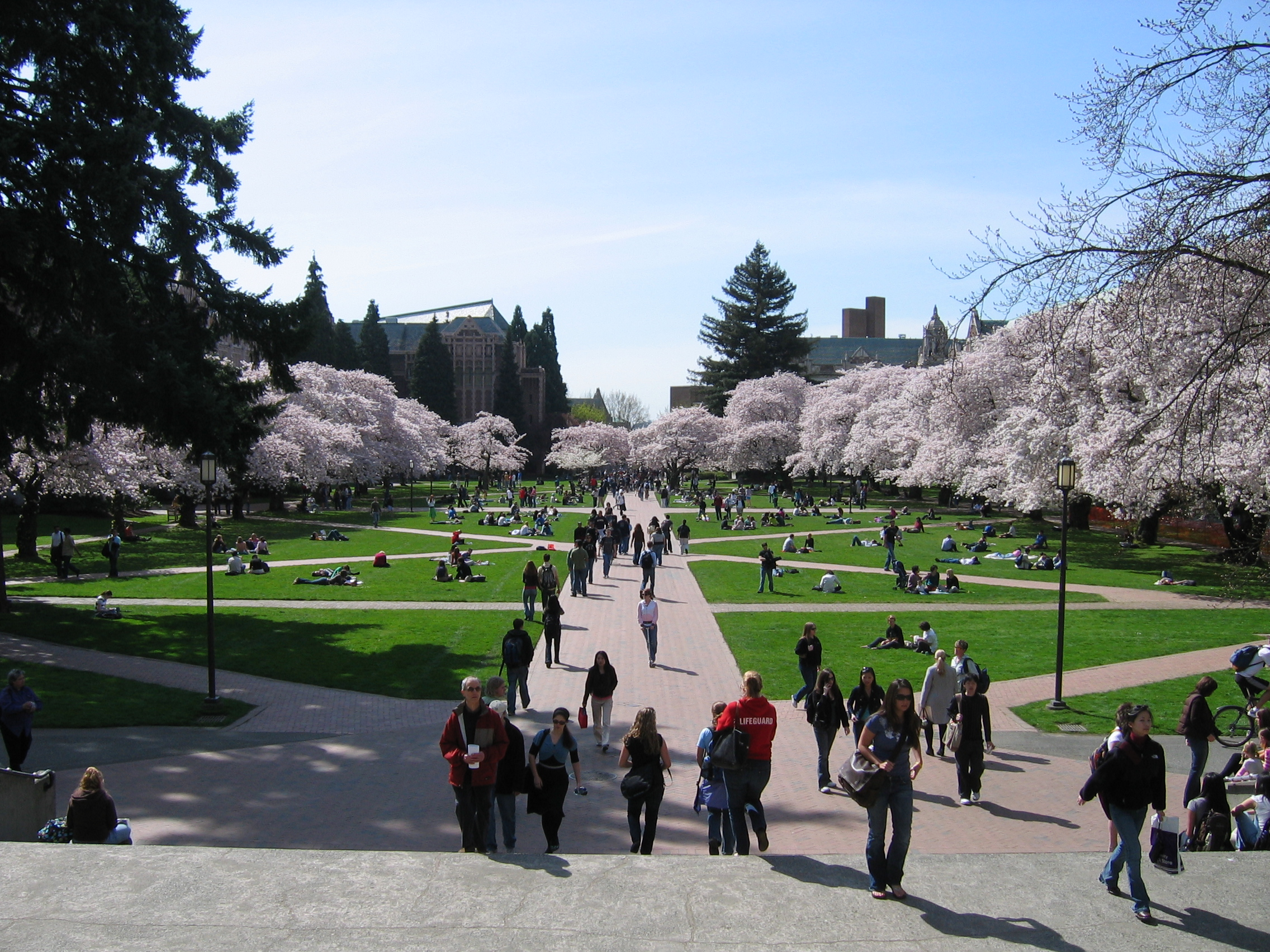
A Washingtoni Egyetem 2007 tavaszán

A 25 évnél idősebb lakosok 53,8%-a rendelkezik diplomával (az országos átlag 27,4%), 91,9%-a pedig középfokú végzettséggel (az országos átlag 84,5%). Egy 2008-as felmérés alapján az USA nagyvárosai közül Seattle-ben él a legtöbb diplomás. A Közép-connecticuti Állami Egyetem Seattle-t 2005-ben, 2006-ban és 2008-ban a legirodalmibb, 2007-ben pedig a második legirodalmibb városnak nevezte.
A Seattle Public Schools (a város tankerülete) bírósági ítélet nélkül is igyekszik felszámolni a szegregációt, azonban nehéz az etnikumok egyenlő elosztása (a déli városrészekben magasabb a valamely kisebbséghez tartozók aránya). 2007-ben a legfelsőbb bíróság a városban zajló faji alapú megkülönböztetést megtiltotta, azonban az anyagi helyzet vagy társadalmi osztály szerinti szegregációra továbbra is lehetőség van.
A városban tizenegy magániskolája közül hat egyházi (öt katolikus és egy evangélikus) fenntartású.
Seattle a Washingtoni Egyetem székhelye. Az intézményt a U.S. News & World Report 2017-ben a világ felsőoktatási intézményei között a Johns Hopkins Egyetemmel holtversenyben a tizenegyedik helyre sorolta. A Washingtoni Egyetem bármely állami fenntartású intézménynél magasabb költségvetésből gazdálkodhat, továbbá hallgatói bármely más intézménynél nagyobb arányban léptek a békefenntartók közé. A településen magánegyetemek (például Seattle-i Egyetem), képzőművészeti főiskolák (például Cornish Művészeti Főiskola) és szemináriumok (például Nyugati Szeminárium) is működnek.
2001-ben a Time magazin a Közép-seattle-i Közösségi Főiskolát annak közösségépítő tevékenysége miatt az év közösségi főiskolájának választotta.

## Infrastruktúra

### Egészségügy
A Washingtoni Egyetem az ország egyik vezető neurológiai és idegsebészeti kutatóintézete. A mentőszolgálat a Medic One riasztási rendszer 1970-es bevezetésével sokat javult. Egy 1974-es műsorban a rendszert a következőképp jellemezték: „Seattle-ben a legjobb infarktust kapni”.
A Fill Hillben fekvő Harborview Medical Center Washington, Alaszka, Montana és Idaho sürgősségi ellátásáért felel, emellett két másik intézmény (Virginia Mason Medical Center és Swedish Medical Center) is a városrészben található, amely miatt azt Pill Hillként („Piruladomb”) becézik.
A sürgősségi ellátást is nyújtó gyerekkórház Laurelhurst városrészben található, emellett más ellátóhelyek (például az egyetemi kórház vagy a veteránok ellátására szakosodott intézmény) is működnek.

### Közlekedés

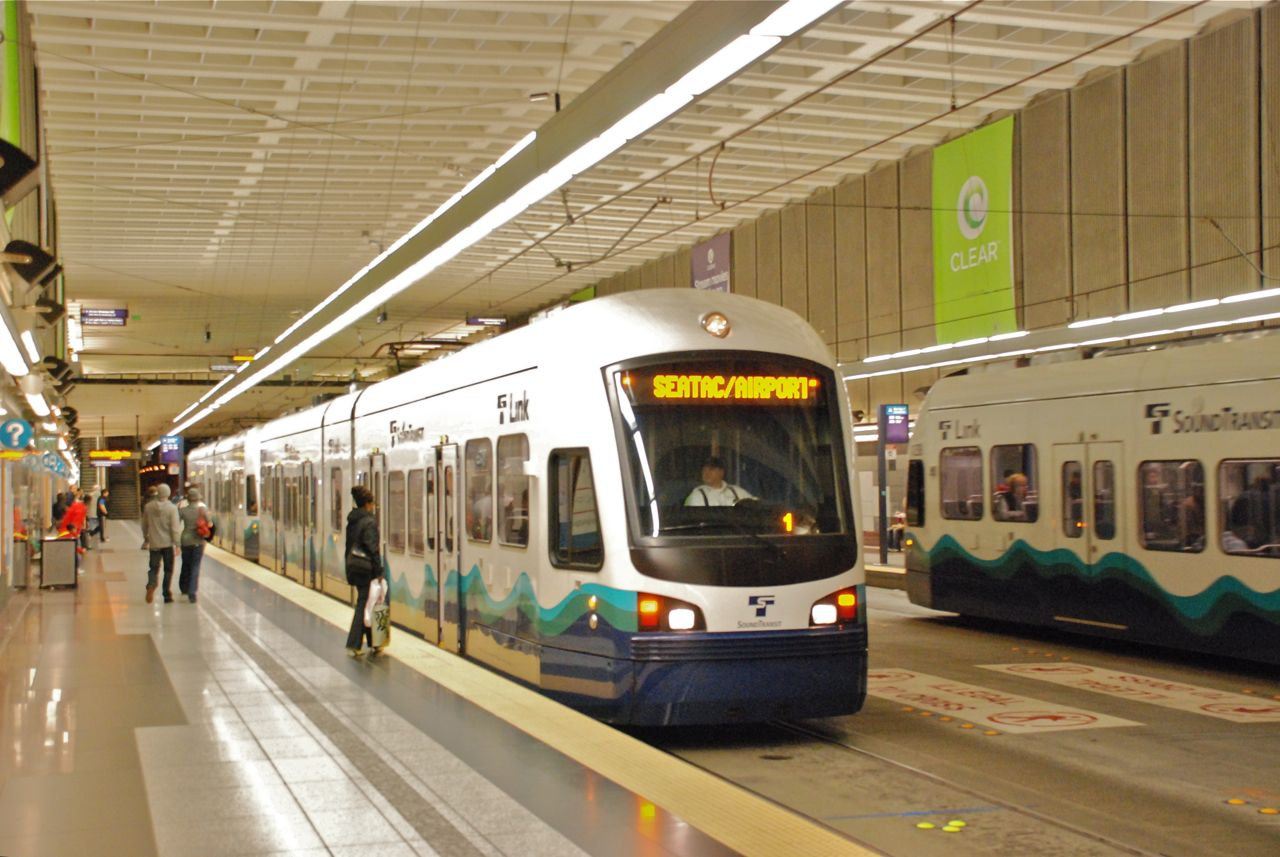
A Central Link könnyűvasút University Street megállója

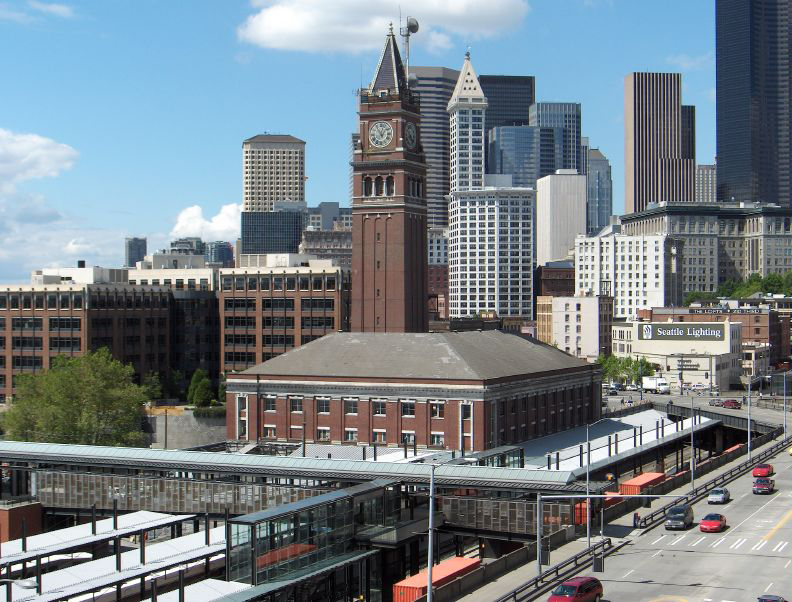
King Street állomás 2005-ben

A belváros és más városrészek főleg az 1889-től járó villamosok végállomásainál alakultak ki. A motorizáció miatt a vasúti közlekedést fokozatosan felszámolták; a Tacoma–Seattle-vasútvonal 1929-ben, az Everett–Seattle járat pedig 1939-ben szűnt meg. A vágányok helyét leburkolták. A trolibuszok 1941-ben jelentek meg.
A város közösségi közlekedését a King County Metro autóbuszai mellett a South Lake Union és First Hill villamosvonalak biztosítják. A városban elektromos trolibuszok is közlekednek. A Sounder helyiérdekű vasútvonalat és a Central Link könnyűvasúti járatot a Sound Transit működteti. A Washington State Ferries kompokat közlekedtet a Bainbridge- és Vashon-szigetekre. Az Amtrak vonatai King Street állomáson állnak meg.
A Népszámlálási Hivatal 2007-es felmérésekor a válaszadók 18,6%-a használta a tömegközlekedést; ez a legmagasabb érték a vasúti járatok nélküli nagyvárosok esetében (a felmérést a Central Link megnyitása előtt végezték). Seattle Bert Sperling szerint az USA összes városát tekintve a negyedik, a Walk Score szerint az ötven legnagyobb várost tekintve a hatodik leginkább gyalogosbarát település.
A Seattle–Tacoma nemzetközi repülőtér a közeli SeaTactől délre fekszik. A Boeing repülőteret kisgépek használják, a Paine pedig a Boeing kiszolgálására nyílt meg.
A négyzethálósan kialakított utcák az Arthur Denny és Carson Boren által tervezett városkép szerint az óceánpartot követik; ez alól kivételt képez az Interstate 5 és a Washington State Route 99, melyek észak–déli irányban futnak. A WA-99 korábban egy belvárosi viadukton haladt, azonban a műtárgy a 2001-es földrengésben megrongálódott, és alagúttal pótolták. A 4,25 milliárd dolláros beruházás 2015 decemberében készült volna el, amelyhez a világ legnagyobb, 17 méter átmérőjű fúrópajzsát (Bertha) használták. A fúróval kapcsolatos problémák miatt a projektet két évre felfüggesztették; az alagút végül 2019. február 4-én nyílt meg. Az INRIX adatai alapján a forgalmi dugók tekintetében Seattle az összes amerikai város között a nyolcadik, míg az észak-amerikai városok között a tizedik legrosszabb helyen áll.
A 2000-es évektől egyre inkább a tömegközlekedést részesítik előnyben. 2004 és 2009 között a tömegközlekedéssel megtett utazások száma 21%-kal nőtt. A 2006-ban elfogadott Transit Now kiterjesztette a buszok üzemidejét, és létrehozta a gyorsjáratokból álló RapidRide-ot. Egy 2008-ban elfogadott javaslat a Sound Transit gyorsjáratainak sűrítését, a Link gyorsvasút meghosszabbítását és a Sounder HÉV üzemidejének bővítését tartalmazta. A belvárostól a nemzetközi repülőtérig tartó vasútvonal 2009. december 16-án nyílt meg, 2016. március 19-én pedig átadták a Washingtoni Egyetemig tartó szakaszt. A lakosok 2016 novemberében a rendszer bővítését elősegítő adóemelést szavaztak meg.

### Közművek
A vízszolgáltatást a Seattle Public Utilities, az elektromos áramota Seattle City Light, a földgázt a Puget Sound Energy, a távhőszolgáltatást pedig a Seattle Steam Company biztosítja. A szemétszállításért a Waste Management, az újrahasznosításért pedig a Recology felel. Távközlési szolgáltatásokat a Lumen Technologies (korábban CenturyLink), a Frontier Communications, a Wave Broadband és a Comcast nyújt.
A város áramszükségletének több mint 90%-át vízenergiából nyeri; a fosszilis energiahordozók aránya két százalék alatt van.

## Sport

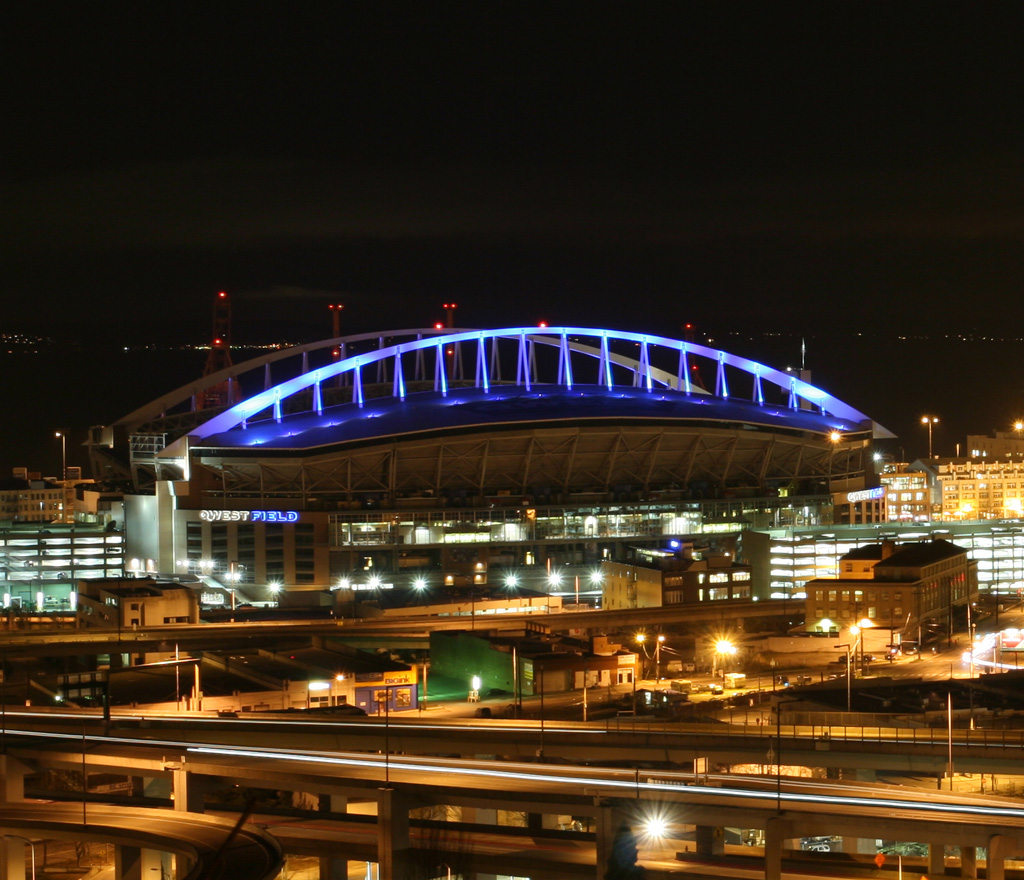
A CenturyLink Field

Seattle sportcsapatai a Seattle Seahawks, a Seattle Dragons (amerikai futball), a Seattle Mariners (baseball), a Seattle Sounders FC (labdarúgás), a Seattle Kraken (jégkorong), a Seattle Storm (női kosárlabda) és a Seattle Seawolves (rögbi).
A Seattle Seahawks 1976-ban pótcsapatként került az NFL-be. A csapat háromszor (2005-ben, 2013-ban és 2014-ben) vett részt a Super Bowl-on. 2003-ban a Kingdome-ból a Qwert Fieldbe (ma CenturyLink Field) költöztek. A 2005-ös és 2014-es Super Bowlt elvesztették, azonban a 2013-ason a Denver Broncost 43–8-ra legyőzték. A szurkolókat hangerejük miatt a „tizenkettedik játékosnak” nevezik.
A 2009 óta a labdarúgó-bajnokság első osztályában szereplő Sounders FC szintén a CenturyLink Fielden játszik. Az első néhány szezon mérkőzésein rekordszámú (átlagosan 43 ezer) néző vett részt. A csapat 2014-ben elnyerte a Supporter’s Shieldet, 2009-ben, 2010-ben, 2011-ben és 2014-ben pedig az amerikai labdarúgókupa győztesei voltak. Az MLS-kupát először 2016-ban, majd 2019-ben nyerték meg; utóbbin 69 274 néző előtt 3–1-re legyőzték a Toronto FC-t.
A Seawolves rögbicsapat a közeli Tukwilában található Starfire komplexumban játszik, amely a Sounders kupamérkőzéseinek is otthont ad. A Seawolves megnyerte a Major League Rugby első, 2018-as bajnokságát, 2019-ben pedig megvédte címét.
1917-ben a Seattle Metropolitans volt az első amerikai jégkorongcsapat, amely megnyerte a Stanley-kupát. Az 1969-ben alapított Seattle Pilots volt a város első baseballcsapata, amely később Milwaukee-ben játszott Milwaukee Breezers néven. Az eset miatt a város, a megye és az állam is beperelte a ligát, melynek ajánlata a Seattle Mariners csapat volt, akik 1977-től a Kingdome-ban játszottak. Az 1990-es évekig a csapat sorozatosan kudarcokat szenvedett el; végül sikereiknek köszönhetően saját stadiont (T-Mobile Park, korábban Safeco Field) kaptak. Habár több büszkeséglistás játékosuk is volt, soha nem szerepeltek a World Seriesben. A csapat 2001-ben 116 győzelmet szerzett; azóta az utóselejtezőkön 18 alkalommal szerepeltek.
1967 és 2008 között a város volt a Seattle SuperSonics kosárlabdacsapat székhelye. 2006-ban a csapatot eladták; a KeyArena (ma Climate Pledge Arena) helyetti modern stadion meg nem épülte és egy peren kívüli megállapodás miatt a 2008–2009-es szezonban Oklahoma City Thunder néven Oklahomában játszottak. 2013-ban a város megvásárolta volna, a Sacramento Kingset, azonban ehhez az NBA nem járult hozzá.
Az egykori Seattle Reign kosárlabdacsapatról elnevezett, 2012-ben alapított Seattle Reign FC a női labdarúgó-bajnokságban játszott. Többszöri stadionváltást követően a csapatot 2020-ban megvásárolta az OL Groupe és OL Reignre nevezte át.
A Seattle Dragons 2020-ban az XFL-ben vett részt, azonban a Covid19-pandémia miatt a liga működését felfüggesztették, csődöt jelentett, vagyontárgyait pedig eladta.
Seattle volt 1979-ben és 2001-ben az MLB All-Star Game, 1974-ben és 1987-ben pedig az NBA All-Star Game otthona.
A Washingtoni Egyetem sportegyesülete a Pac-12 Conference-ben játszó Washington Huskies, míg a Seattle-i Egyetemé a Western Athletic Conference-ben részt vevő Seattle Redhawks. A Husky Stadion 70 ezer főt képes befogadni. A két egyetem labdarúgó- és kosárlabdacsapatai egymás elleni mérkőzéseket is szoktak játszani.
A Seattle Thunderbirds jégkorongcsapat székhelye Kentben van. 2021-től a városban játszik a Seattle Kraken; az NHL előírásainak való megfeleléshez 2018-ban megkezdődött a Climate Pledge Arena felújítása. A jegyfoglalási rendszer megnyitását követően 75 percen belül 25 ezer foglalás érkezett.
Seattle az egyike annak a hat amerikai városnak, ahol a Major League Cricket (MLC) indulásakor is működött krikettcsapat: ez a klub a Seattle Orcas.

## Média
A város napilapja a The Seattle Times. A Seattle Post-Intelligencer 1863-tól 2009. március 17-éig jelent meg nyomtatásban, azóta csak online érhető el. A Seattle Daily Journal of Commerce üzleti napilap, a The Daily of the University of Washington pedig a Washingtoni Egyetem hallgatóinak publikációja. A Seattle Weekly és a The Stranger „alternatív” hetilapok. A Seattle Gay News LMBT-tematikájú hetilap. A Real Change-et főképp hajléktalanok árusítják. A The Facts, a Northwest Asian Weekly és az International Examiner a kisebbségeket célzó publikációk.
Seattle-ben minden nagyobb kábeltelevíziós csatorna, valamint öt angol és kettő spanyol nyelvű adó is elérhető.
A városban hallgatható nem kereskedelmi rádiócsatornák a KUOW-FM és a KNKX (Northwest Public Radio), a klasszikus zenét sugárzó KING-FM, a KEXP-FM (Washingtoni Egyetem), a KBCS közösségi rádió (Bellevue-i Főiskola), valamint a Nathan Hale Középiskola diákjai által működtetett, elektronikus zenét játszó KNHC. A KEXP volt a város egyik első interneten is hallható adója.
Az Arbitron (ma Nielsen Audio) 2012 márciusi felmérése alapján a leghallgatottabb kereskedelmi csatornák a KRWM (felnőtt kortárs slágerek), a KIRO-FM (beszélgetős műsorok), a KISW (rock), a KOMO-AM (hírek), a KJR-AM és a KIRO-AM (utóbbi kettőn sporthírek hallhatóak).
A Worldchanging és Grist.org online magazinokat a Time 2007-ben a „legzöldebb honlapoknak” nevezte.

## Nevezetes személyek és csoportok

### Személyek
- Paul Allen – a Microsoft társalapítója, a Seattle Seahawks (NFL) és a Portland Trail Blazers (NBA) sportcsapatok jelenlegi tulajdonosa
- Chester Carlson – az elektrofotográfia (ma xerográfia), azaz a ma használatos fénymásolási eljárás feltalálója
- Kurt Cobain – A Nirvana együttes volt frontembere
- Layne Staley –  Az Alice in Chains volt frontembere
- Chris Cornell – A Soundgarden és az Audioslave volt frontembere
- Bill Gates – a Microsoft Corporation alapítója, a világ egyik leggazdagabb embere
- Sara Gazarek – dzsesszénekesnő
- Jimi Hendrix – amerikai gitáros, énekes, zeneszerző, a valaha élt egyik legnagyobb hatású rockgitáros
- Kenny G – zenész (szaxofonista)
- Duff McKagan – a Guns N’ Roses egykori és a Velvet Revolver jelenlegei basszusgitárosa
- Seattle törzsfőnök – a város névadója, a vidék utolsó indián főnöke
- Robert Franklin Stroud – az alcatrazi madárember
- Jamaszaki Minoru – japán-amerikai építész, többek között a 2001-ben elpusztult World Trade Center tervezője
- Macklemore – Eredeti nevén Ben Haggerty amerikai hiphop/rap énekes és zenész
- Jinkx Monsoon – Rupaul's drag race 5. évadának győztese
- Bruce Lee – Kung-Fu mester stílus és iskola alapító filmszínész, eltemetve.
- Brandon Lee – Bruce Lee fia, filmszínész, eltemetve édesapja mellett.

### Csoportok
- Pearl Jam – amerikai rockegyüttes

### Kitalált személyek, csoportok
- A Grace klinika – a híres sorozat ebben a városban játszódik.
- Sötét angyal – a népszerű sci-fi sorozat ebben a városban játszódik 2019-ben.
- A dumagép – a vígjátéksorozat is itt játszódik.
- Azok a csodálatos Baker fiúk – a film a városban játszódik, külső jeleneteit ott forgatták.
- Twin Peaks – a kultuszsorozat egy Seattle-höz közeli városkában játszódik, Twin Peaks-ben.
- iCarly – a népszerű tinisorozat története szerint a szereplők ebben a városban élnek.
- A szürke ötven árnyalata – a trilógia nagy része ebben a városban játszódik, a főszereplők itt élnek.
- iZombie – a krimi vígjáték sorozat ebben a városban játszódik.
- Charmed – a Bűbájos boszorkák 2018-as reboot sorozatának 2. évada is a városban játszódik.

## Testvérvárosok
A település testvérvárosai:
- Beér-Seva, Izrael
- Bergen, Norvégia
- Cebu, Fülöp-szigetek
- Christchurch, Új-Zéland
- Csungking, Kína
- Galway, Írország
- Gdynia, Lengyelország
- Hải Phòng, Vietnám
- Kaohsziung, Kínai Köztársaság
- Kóbe, Japán
- Limbe, Kamerun
- Mombasa, Kenya
- Nantes, Franciaország
- Perugia, Olaszország
- Pécs, Magyarország
- Reykjavík, Izland
- Sihanoukville, Kambodzsa
- Surabaya, Indonézia
- Taskent, Üzbegisztán
- Tedzson, Dél-Korea

## Látványosságok, nevezetességek
- Seattle Aquarium
- Space Needle

## Fordítás
- Ez a szócikk részben vagy egészben  a   Seattle című angol Wikipédia-szócikk ezen változatának fordításán alapul.  Az eredeti cikk szerkesztőit annak laptörténete sorolja fel. Ez a jelzés csupán a megfogalmazás eredetét és a szerzői jogokat jelzi, nem szolgál a cikkben szereplő információk forrásmegjelöléseként.